# Casa de Clarice Lispector
A Casa de Clarice Lispector é um casarão histórico localizado na cidade do Recife, capital do estado brasileiro de Pernambuco. Encontra-se atualmente descaracterizado, abandonado e em processo de arruinamento.

## História
No sobrado de número 320 da Praça Maciel Pinheiro, na capital de Pernambuco, Recife, viveu a escritora judia Clarice Lispector, uma das escritoras mais cultuadas no Brasil com suas obras traduzidas em mais de dez idiomas, além de jornalista e tradutora.
Na antiga construção, existe somente uma placa para identificar que foi a residência desta ilustre escritora. De origem ucraniana, foi a primeira residência dela e de sua família na capital pernambucana quando chegaram ao Brasil, fugindo da perseguição antissemita em seu país. 
Neste sobrado, Clarice passou a maior parte da sua infância, entre 1925 e 1934.
Atualmente o imóvel pertence à Santa Casa da Misericórdia, que não possui verba para obras de reparo/restauro. Há pelo menos cinquenta anos com a entidade, o imóvel permanece lacrado, com parte de seu telhado já caído e mato invadindo pelas paredes.

## Edificação
É uma construção de três pavimentos com características coloniais, localizada na esquina da Travessa do Veras com a Rua do Aragão. Estima-se que o sobrado tem em torno de 150 a 180 anos. Quando Clarice foi morar no prédio, este já havia sofrido algumas alterações. Inicialmente era um sobrado unifamiliar  com a parte de baixo destinada a fins comerciais. Os outros dois pavimentos superiores eram utilizados para a moradia de uma única família. 
O pavimento térreo integra-se com a praça Maciel Pinheiro através de quatro portas e o primeiro pavimento possui duas portas com uma varanda unificada tipo balcão e o segundo pavimento, com duas portas com varanda balcão individualizadas. 
Depois, o sobrado foi subdividido para acolher mais de uma família.  

## Restauração
Em novembro de 2020, a Fundação Joaquim Nabuco conseguiu passar pela primeira etapa do edital sobre Fundo de Direitos Difusos para o projeto de recuperação do sobrado. A instituição está concorrendo aos recursos do Ministério da Justiça e Segurança Pública, no edital voltado para recursos de preservação de patrimônio. Sua proposta é restaurar o imóvel e transformá-lo em um Centro Cultural, em memória a Clarice Lispector .